# Каван, Иржи
Иржи Каван (чеш. Jiří Kavan, 11 декабря 1943, Оломоуц — 14 июня 2010, Оломоуц) — чехословацкий гандболист, полевой игрок. Серебряный призёр летних Олимпийских игр 1972 года, участник летних Олимпийских игр 1976 года.

## Биография
Иржи Каван родился 11 декабря 1943 года в городе Оломоуц в немецком протекторате Богемия и Моравия (сейчас в Чехии).
Играл в гандбол за «Дуклу» из Праги.
В 1972 году вошёл в состав сборной Чехословакии по гандболу на летних Олимпийских играх в Мюнхене и завоевал серебряную медаль. Играл в поле, провёл 6 матчей, забросил 15 мячей (по три — в ворота сборных Швеции, СССР, Туниса, Исландии и Югославии).
В 1976 году вошёл в состав сборной Чехословакии по гандболу на летних Олимпийских играх в Монреале, занявшей 7-е место. Играл в поле, провёл 4 матча, забросил 9 мячей (четыре — в ворота сборной США, три — Дании, по одному — Польше и Венгрии).
Умер 14 июня 2010 года в Оломоуце.